# Zgromadzenie Narodowe (Armenia)
Zgromadzenie Narodowe (orm. Ազգային Ժողով, Azgajin Żoghow) – jednoizbowy parlament Armenii. Składa się z co najmniej 101 członków, wybieranych na pięcioletnią kadencję. Posłowie są wyłaniani w systemie proporcjonalnym przy zastosowaniu pięcioprocentowego progu wyborczego dla partii i siedmioprocentowego dla koalicji wyborczych. 4 miejsca są zarezerwowane dla mniejszości narodowych.